# CATVネットワーク 〜すばらしき私の街〜
『CATVネットワーク 〜すばらしき私の街〜』（シーエーティーヴィー - わたしのまち）は、NHK BSプレミアムで放映されているバラエティ番組のタイトルである。
毎月1回・土曜日に放映されている。

## 番組概要
全国約700局にもおよぶケーブルテレビ局が製作する番組をピックアップし、全国に向けて放映している。

## 司会
現在
- 山田貴幸(アナウンサー)

過去
- 水谷彰宏(アナウンサー)
- さとう珠緒(タレント)（～2011年9月まで）